# Odostomia thea
Odostomia thea är en snäckart som beskrevs av Bartsch 1912. Odostomia thea ingår i släktet Odostomia och familjen Pyramidellidae. Inga underarter finns listade i Catalogue of Life.